# Puerto de Sittwe
El Puerto de Sittwe es un puerto de aguas profundas en construcción por parte de una empresa de la India desde 2010 en Sittwe, la capital del estado de Rakhine, en Birmania (Myanmar), en la Bahía de Bengala. Situado en la desembocadura del río Kaladan, el puerto de USD 120 millones está siendo financiado por la India como una parte del Proyecto de Transporte de Tránsito multi-modal del Kaladan, una colaboración entre la India y Myanmar. El proyecto tiene como objetivo desarrollar las infraestructuras de transporte en el suroeste de Myanmar y el noreste de la India. 